# Serhou Guirassy
Serhou Yadaly Guirassy (Arles, 12. ožujka 1996.) gvinejsko-francuski je nogometaš koji igra kao napadač za Borussiu Dortmund.

## Klupska karijera
Guirassy je na početku karijere igrao za Montargis, Amilly i Laval.

### Lille
U srpnju 2015. Guirassy se pridružio Lilleu iz Lavala, pritom potpisavši četverogodišnji ugovor. Cijena transfera iznosila je oko milijun eura.

### 1. FC Köln
Guirassy se pridružio Kölnu u srpnju 2016., pritom potpisavši petogodišnji ugovor. Ubrzo nakon dolaska u Köln, podvrgnut je operaciji meniska. Debitirao je u Bundesligi 1. travnja 2017. u porazu od 2:1 protiv HSV-a.
U svojoj drugoj sezoni postigao je svoj prvi gol u porazu od 2:1 u gostima protiv Bayer Levekusena 28. listopada 2017. Pet dana kasnije, postigao je svoj prvi gol u Europskoj ligi u pobjedi od 5:2 nad BATE Borisovom. Kasnije tog mjeseca, postigao je jedini gol u pobjedi od 1:0 protiv Arsenala. Köln je završio posljednji u ligi i ispao iz lige, a Guirassy je bio najbolji klupski strijelac u svim natjecanjima.

### Amiens
U siječnju 2019. posuđen je Amiensu do kraja sezone. Amiens je iskoristio opciju i kupio Guirassyja za nadolazeću sezonu. Transferne naknade iznosile su oko 5 do 6 milijuna eura. Amiens je kasnije iskoristio opciju otkupa.
Dana 15. veljače 2020. postigao je dva gola u utakmici protiv Paris Saint-Germaina, a svojim drugim golom izjednačio je rezultat u sudačkoj nadoknadi. Međutim, Amiens je ispao iz lige jer je bio na 19. mjestu, a liga je uranjeno okončana zbog pandemije COVID-19 u Francuskoj.

### Rennes
Dana 27. kolovoza 2020., Guirassy se pridružio Rennesu i potpisao petogodišnji ugovor. Svoja prva dva gola za klub postigao je u istoj utakmici, u pobjedi od 4:2 protiv Nîmesa u Ligue 1. Dana 20. listopada 2020. postigao je svoj prvi gol u Ligi prvaka i to u susretu protiv Krasnodara koji je završio 1:1, što je ujedno bio i prvi gol njegovog kluba u natjecanju. Dana 20. ožujka 2022. postigao je svoj prvi hat-trick u karijeri u pobjedi od 6:1 nad Metzom.

### VfB Stuttgart
Dana 1. rujna 2022., Guirassy se pridružio VfB Stuttgartu na posudbu do kraja sezone. Dana 31. svibnja 2023. klub je objavio da je aktivirao opciju otkupa te da je Guirassy potpisao trogodišnji ugovor.
U sezoni 2023./24., Guirassy je postigao deset golova u prvih pet utakmica, uključujući i svoj prvi hat-trick u Bundesligi protiv Mainza, čime je izjednačio rekord Roberta Lewandowskog iz sezone 2020./21. Također je postavio rekord Bundeslige za najviše golova igrača u prvih sedam utakmica sezone postigavši hat-trick unutar 15 minuta u pobjedi od 3:1 protiv Wolfsburga. Ovim je postavljen rekord od 13 golova, nadmašivši rekord Roberta Lewandowskog od 11 u dvije sezone, 2019./20. i 2020./21. Nakon što je postigao svoj 14. gol sezone u gostujućoj utakmici protiv Union Berlina, zamijenjen je nakon 30 minuta igre zbog ozljede tetive koljena. Kasnije je propustio dvije ligaške utakmice, prije nego što je uspio postići jedanaesterac kojim je osigurao pobjedu od 2:1 nad Borussijom Dortmund, te postići 15 golova u prvih devet utakmica sezone.
Dana 13. travnja 2024. postigao je svoj 25. gol u Bundesligi u pobjedi od 3:0 nad Eintrachtom, oborivši rekord po broju golova igrača Stuttgarta u jednoj sezoni koji je postavio Mario Gómez u sezoni 2008./09. Nekoliko dana kasnije, proglašen je igračem mjeseca ožujka, osvojivši nagradu drugi put u sezoni nakon rujna 2023. U posljednjem kolu sezone 2023./24. postigao je dva gola u pobjedi od 4:0 nad Borussijom Mönchengladbach, završivši sezonu s 28 golova u 28 utakmica, odmah iza Harryja Kanea. Osim toga, postigao je prvi gol po 12. put te sezone tijekom utakmice, izjednačivši rekord Bundeslige koji su postavili Gerd Müller u sezoni 1969./70., Ailton u sezoni 2003./04. i Stefan Kießling u sezoni 2012./13.

### Borussia Dortmund
Dana 18. srpnja 2024., Guirassy je potpisao četverogodišnji ugovor s Borussijom Dortmund za 18 milijuna eura. Kasnije te godine, 18. rujna, postigao je svoj prvi gol iz jedanaesterca u pobjedi od 3:0 u gostima protiv Club Bruggea u grupnoj fazi Lige prvaka.
Dana 11. veljače 2025., Guirassy je postigao svoj deseti gol u Ligi prvaka u pobjedi od 3:0 u gostima protiv Sportinga iz Lisabona, postavši najbolji strijelac natjecanja, kao i treći igrač u povijesti Borrusie Dortmund, nakon Roberta Lewandowskog i Erlinga Haalanda, koji je postigao deset golova u jednoj sezoni Lige prvaka. Dana 22. veljače, prvi put u karijeri, Guirassy je postigao četiri gola iz igre u domaćoj pobjedi od 6:0 nad Union Berlinom, postavši treći igrač Dortmunda u 21. stoljeću uz Pierre-Emericka Aubameyanga i Erlinga Haalanda koji je postigao četiri gola u utakmici Bundeslige. To je ujedno bio i prvi put da je Guirassy postigao više od dva gola u utakmici za Borrusiu Dortmund. Kasnije te godine, 15. travnja, postigao je svoj prvi hat-trick u Ligi prvaka u pobjedi od 3:1 nad Barcelonom, postavši najbolji strijelac Afrike i Borrusie Dortmund svih vremena u jednoj sezoni s 13 golova. Svojim hat-trickom postao je jedan od samo četiri igrača, uz Roberta Lewandowskog, Marca Reusa i Karima Adeyemija, koji su ikada postigli hat-trick za Borrusiu Dortmund u Ligi prvaka. Također je prvi afrički igrač koji je postigao hat-trick protiv Barcelone u Ligi prvaka, te igrač s najviše postignutih golova protiv Barcelone u jednom izdanju natjecanja (pet u sezoni 2024./25.). Guirassy je završio svoju prvu sezonu Lige prvaka s Borrusiom Dortmund s četrnaest odigranih utakmica, trinaest postignutih golova i četiri asistencije.

## Međunarodna karijera
Guirassy je bio omladinski reprezentativac Francuske. Odlučio je predstavljati domovinu svojih roditelja, Gvineju, na seniorskoj razini. Debitirao je za gvinejsku reprezentaciju u prijateljskoj utakmici protiv Južne Afrike koja je završila neriješeno s 0:0.
U prosincu 2023. pozvan je u gvinejsku reprezentaciju za Afrički kup nacija 2023. koji je održan u Obali Bjelokosti.